# Tipula comanche
Tipula comanche är en tvåvingeart som beskrevs av Alexander 1916. Tipula comanche ingår i släktet Tipula och familjen storharkrankar. Inga underarter finns listade i Catalogue of Life.